# 獅子の如く
『獅子の如く』（ししのごとく）は、あずみ椋による日本の漫画作品である。作画グループが不定期で刊行する『GROUP』の第61号（1993年8月）から第88号（1999年10月）にかけて連載され、1994年から2001年にかけて単行本化された。
スノッリ・ストゥルルソンによる『トリュッグヴィの息子オーラーヴル王のサガ』を題材に、10世紀のノルウェーに実在した王オーラヴ1世の一生を物語っている。

## あらすじ
10世紀末のノルウェーに生まれたオーラブは、出生の直前に父を殺され、3歳で母とも引き離されて奴隷として売られる。ロシアで過ごした後、18歳でヴァイキングとなり「海王オーレ」として知られるようになる。デンマーク王スヴェンの妹ティレ(en)との偶然の出会いののち、スヴェンと協力しロンドンの攻撃にあたる。やがてカンタベリー大司教から、自分がキリスト教徒になり王になるとの予言を聞かされる。オーラブは洗礼を受け、さらに故郷ノルウェーに渡って、ラーデ(en)の侯(en)ホーコンを打ち倒し、予言通り王となった。ホーコンの息子エリクは父の復讐を誓いつつスウェーデンへ逃れる。オーラブは強引なキリスト教化を進めていき、異教徒であった親友のスカルド詩人ハルフレズはオーラブから離れていった。オーラブを憎悪していたスウェーデン女王のシグリーズ(en)はスヴェンと結婚し、またオーラブに反発する者達がノルウェーからエリクの元に集まっていたが、エリクはスヴェンのもう1人の妹と結婚して、ここにオーラブ打倒を狙う三国同盟が結成された。オーラブは王都ニダロスを建設し、さらに巨大な船「長蛇号」を建造する。西暦1000年、大艦隊を率いた長蛇号は、それと知らず最後の戦いの場に向かっていった。

## 単行本
- あずみ椋『獅子の如く』SG企画
  1. 第1巻「雷鳴の章」（SAKUGA GROUPシリーズ47）、1994年
  2. 第2巻「疾風の章」（SAKUGA GROUPシリーズ52）、1996年、ISBN 978-4-900872-52-3
  3. 第3巻「烈火の章」（SAKUGA GROUPシリーズ53）、2000年、ISBN 978-4-900872-53-0
  4. 第4巻「氷刃の章」（SAKUGA GROUPシリーズ54）、2000年、ISBN 978-4-900872-54-7
  5. 第5巻「波濤の章」（SAKUGA GROUPシリーズ55）、2001年、ISBN 978-4-900872-55-4